# Репо, Митро
Ми́тро Ре́по (фин. Mitro Repo; род. 3 сентября 1958, Хельсинки, Финляндия) — бывший священнослужитель Хельсинкской митрополии Финляндской архиепископии Константинопольского патриархата; депутат Европарламента (2009—2014; на время политической деятельности был временно запрещён в священнослужении).

## Биография
Митро Репо родился 3 сентября 1958 года в Хельсинки в семье финских священнослужителей — его отец Тапани Репо, а также дед были священниками. В детстве страдал хроническим расстройством биологического ритма и позднее подвергся серьёзной медицинской терапии.
В 1982 году получил степень бакалавр искусств в Университете Хельсинки, а в 1987 году — диплом по специальности теология в православной семинарии в Куопио.
С 1977 по 1982 год преподавал Закон Божий в школах Хельсинки, а с 1980 по 1981 год — древнегреческий язык в лицее (Normaalilyseo) в Хельсинки.
С 1981 по 1988 год трудился в качестве преподавателя классических языков в православной семинарии в Куопио, а с 1988 по 1989 год преподавал классические языки в университете Йоэнсуу.
С 1990 по 1992 год был четвёртым священником Хельсинкского прихода, а с 1992 года — лектор и преподаватель (этика и ценности трудовой жизни). С 1997 года — третий священник Хельсинкского прихода.
В 2006 году финские СМИ включили его в «десятку первых медиа-персон».
С 2008 года начал заниматься частным предпринимательством и консультациями.
27 февраля 2008 года в Финляндии выпущена серия почтовых марок «Моя Пасха», композиционную идею которой подсказал художнице Айно-Майя Метсола священник Хельсинкского прихода Митро Репо.

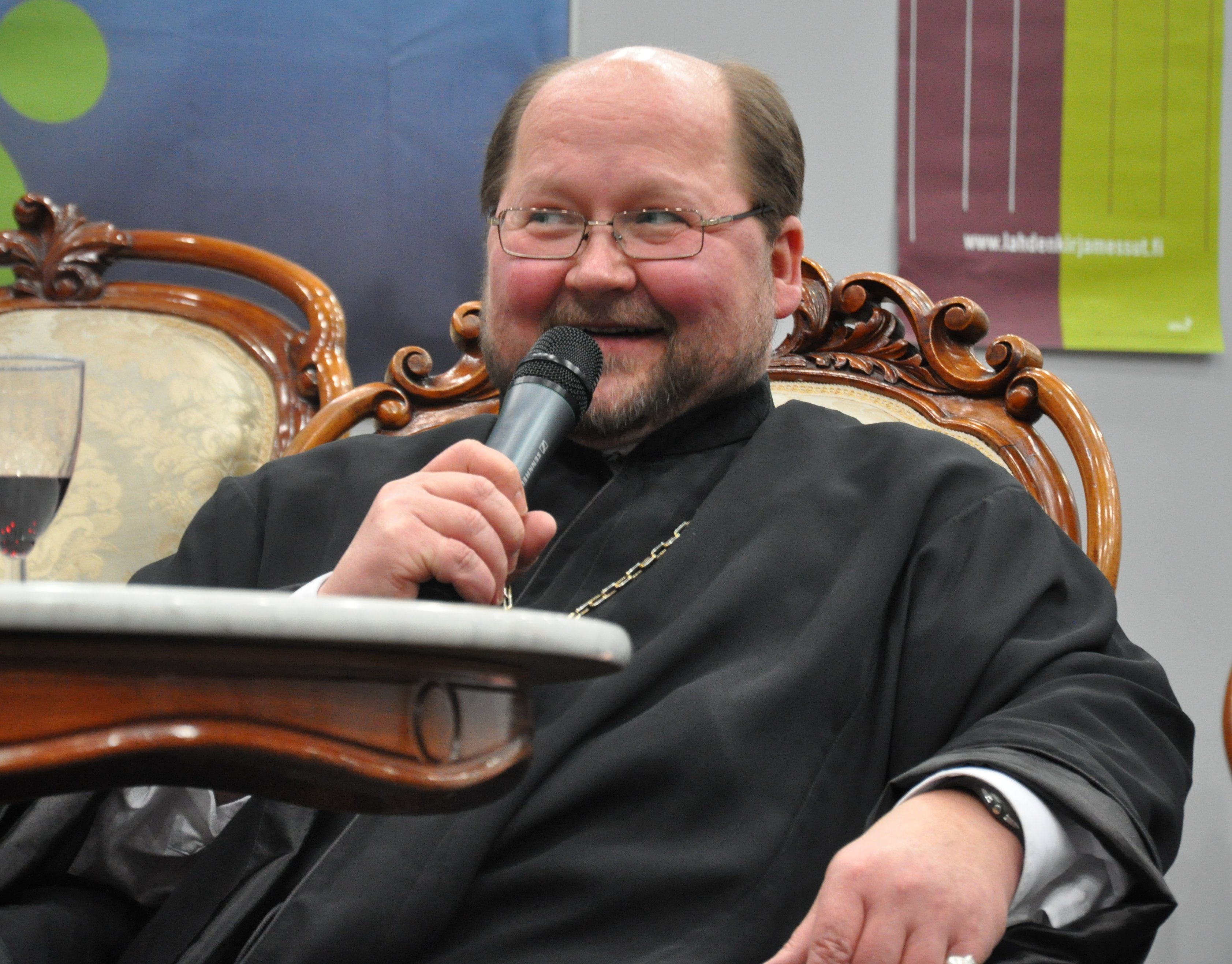

С 7 июня 2009 года член Европарламента, избранный как независимый кандидат от Социал-демократической партии Финляндии. На выборах в Европарламент получил 71,5 тысячи прямых голосов (больше, чем все остальные кандидаты от партии), что дало ему право занять одно из двух депутатских мест, доставшихся социал-демократам.
Несмотря на действующий с 26 мая 2009 года временный запрет в священнослужении, наложенный на Митро Репо Синодом и лично архиепископом Львом, священнослужитель продолжает пользоваться большой популярностью в Финляндии. После завершения политической карьеры Репо может вновь стать священником с согласия Синода.
В ноябре 2011 года стал фигурантом инцидента в Европарламенте, когда по опросам женской части депутатского корпуса, чиновницы утверждали, что депутат Репо непозволительным образом дотрагивался до женщин, что можно трактовать как сексуальные домогательства. Репо отверг обвинения, но принёс публичные извинения всем, чьи чувства он мог оскорбить. В связи с этим, архиепископ Лев (Макконен), комментируя случившееся, подчеркнул, что Митро Репо может снова вернуться к исполнению священнических обязанностей при условии, если будет вести себя «достойно званию священника».
30 января 2014 года Репо вновь был выдвинут Социал-демократической партией для участия в выборах в депутаты Европейского парламента, но не набрал достаточного количества голосов.
9 августа 2016 года Совет уполномоченных Хельсинкского православного прихода уволил священника от исполнения его обязанностей. Решение было утверждено митрополитом Хельсинкским Амвросием (Яаскеляйненом).
Кроме финского, владеет английским, шведским и русским языками.

## Награды
- 2006 — Посол Доброй Воли (Финская центральная ассоциация психического здоровья)
- 2005 — Лектор года (Финская ассоциация преподавателей вербальной коммуникации)